# Coilina
Coilina, também conhecida como COIL, é um gene humano.
A proteína coilina é um dos principais componentes dos corpos de Cajal. Estes corpos são suborganelos nucleares, de número e composição variada e que estão envolvidos na modificação pós-translacional de pequenos ARNs nucleares e nucleolares. Em adição ao seu papel estrutural, a coilina actua como uma cola, conectando os corpos de Cajal ao nucléolo.
O domínio N-terminal desta proteína dirige a sua própria auto-oligomerização, enquanto que o domínio C-terminal influencia o número de corpos nucleares que são formados por célula. A metilização e fosforilação diferencial da coilina, possivelmente influencia a sua localização entre os corpos nucleares e a composição e agragação dos corpos de Cajal. Este gene possui pseudogenes no cromossoma 4 cromossoma 14.
Para estudar os corpos de Cajal, a coilina pode ser combinada com proteína verde fluorescente (GFP) para formar uma proteína híbrida coilina-GFP- Este híbrido pode então ser utilizado para localizar corpos de Cajal perto do nucléolo da célula.